# Vittoria Francesca di Savoia
Vittoria Francesca di Savoia (Torino, 9 febbraio 1690 – Parigi, 8 luglio 1766) fu una figlia illegittima del re di Sardegna Vittorio Amedeo II di Savoia e della sua amante, Jeanne Baptiste d'Albert de Luynes, moglie ripudiata di Giuseppe Ignazio Scaglia, conte di Verrua.
Essa fu un'antenata del re Vittorio Emanuele II d'Italia e quindi di tutta l'attuale famiglia reale italiana; il suo sangue scorre anche nelle vene dell'attuale pretendente al trono francese, Giovanni d'Orléans.

## Biografia
Maria Vittoria Francesca fu la prima figlia di Vittorio Amedeo II, duca di Savoia, e della sua amante preferita, Jeanne Baptiste d'Albert, figlia di Louis Charles d'Albert, duca di Luynes, e di Anne di Rohan. Essa nacque a Torino il 9 febbraio 1690, ma la relazione dei suoi genitori era iniziata l'anno precedente quando sua madre catturò le attenzioni del Duca di Savoia; inizialmente essa non desiderava diventare l'amante di Vittorio Amedeo II, ma venne incoraggiata in ciò dal marito, dalla suocera e persino dalla Duchessa consorte di Savoia, Anna Maria di Borbone-Orléans.
I suoi genitori si innamorarono velocemente ed ebbe così inizio il "regno" della madre Jeanne Baptiste alla corte sabauda; il marito della madre fu però ben presto inorridito dalla condotta della moglie, ma cercò ugualmente di ricavare il maggior numero possibile di favori dal Duca. La popolarità di Jeanne Baptiste presso la gente la rese però impopolare nella corte dei Savoia e rischiò anche di morire avvelenata; in questa occasione fu la duchessa Anna Maria ad aiutarla a riprendersi e a guarire. Vittorio Amedeo II sviluppò col tempo un'ossessione per l'amante, tanto che, per un certo periodo, la segregò, togliendola alla vista dei cortigiani; Jeanne Baptiste decise quindi di fuggire dalla Savoia nel 1700 e cercò rifugio in Francia, all'epoca governata da Luigi XIV.
Maria Vittoria aveva un unico fratello germano, Vittorio Francesco, che morì nel 1762 all'età di sessantotto anni senza aver lasciato discendenti. Quando sua madre fuggì dalla corte nel 1700, Maria Vittoria ed il fratello vennero lasciati in Savoia dove vennero allevati dal padre, dimostratosi sempre molto amorevole nei loro confronti. Fu proprio Vittorio Amedeo II che organizzò il matrimonio della figlia con il principe Vittorio Amedeo di Savoia-Carignano, figlio ed erede del Principe di Carignano. I Savoia-Carignano erano un ramo cadetto di Casa Savoia ed erano i personaggi più importanti del Ducato di Savoia dopo la famiglia ducale stessa.
Maria Vittoria Francesca venne infine legittimata dal padre, così come il fratello, e fu creata Marchesa di Susa.
Il fidanzamento con Vittorio Amedeo di Savoia-Carignano venne concluso a metà del 1714 ed il 7 novembre dello stesso anno venne celebrato il matrimonio presso il castello di Moncalieri. Il padre di Maria Vittoria Francesca concesse al genero un appannaggio annuale di 400 000 livre per favorire l'unione; inizialmente il Re aveva instaurato buoni rapporti con il Principe di Carignano, ma nel 1717 i debiti di quest'ultimo aumentarono notevolmente e ciò gli fece perdere i favori del sovrano.
Il marito di Maria Vittoria Francesca dovette quindi fuggire in Francia nel luglio 1718, durante il periodo della Reggenza; Vittorio Amedeo viaggiò sotto il nome di Conte di Bosco e di lì a poco venne seguito dalla moglie. Il Principe di Carignano intendeva fondare un teatro d'opera italiana che utilizzasse le sue scenografie: fu questo solo uno dei numerosi grandi progetti per i quali divenne famoso a Parigi. Egli aveva ingaggiato le migliori voci italiane, ma i suoi disegni fallirono nel giro di due mesi: Parigi, all'epoca, non era ancora pronta per un progetto così ambizioso.
La coppia si stabilì a Parigi presso la corte del giovane re Luigi XV, che viveva al palazzo delle Tuileries; Vittorio Amedeo venne nominato Intendant des Ménus Plaisirs – una sorta di maestro delle cerimonie – dal reggente Filippo II di Borbone-Orléans. Vittorio Amedeo e Maria Vittoria Francesca presero residenza all'Hôtel de Soissons, che reclamarono come parte dell'eredità dei Soissons, confiscato quando la Savoia divenne nemica della Francia di Luigi XIV ai tempi della guerra di successione spagnola. Durante la Reggenza Maria Vittoria Francesca ed il marito condussero uno stile di vita disdicevole e arrivarono a fare dell'Hôtel de Soissons in uno dei più pericolosi luoghi della capitale francese per i giocatori d'azzardo. Maria Vittoria strinse una solida relazione con il Cardinale Fleury; fu inoltre un'amica intima di Luigi-Enrico di Borbone, duca di Borbone, primo ministro di Luigi XV dopo la morte di Filippo II d'Orléans.
Questi legami con i grandi ufficiali della corte furono di fondamentale importanza per la sua famiglia, dal momento che il principe Vittorio Amedeo continuava ad accumulare debiti in Francia, che si sommavano a quelli che già aveva contratto in Savoia (egli morì nel 1741 ormai in bancarotta).
Di temperamento drammatico, Maria Vittoria si prestò allegramente a intrigare con il Duca di Borbone e riferiva poi tutti gli avvenimenti al padre; essa inviò in Savoia anche notizie riguardanti i tentativi della regina Maria Leszczyńska di influenzare politicamente il consorte, che implicavano le macchinazioni del Duca di Borbone per disfarsi del Cardinale Fleury: mosse queste che terminarono con una sconfitta per Monsieur de Bourbon.
Maria Vittoria, in questi scontri, si schierò dalla parte di Fleury; il Duca di Borbone le chiese, attraverso un intermediario, di intercedere presso il Cardinale al fine di ricucire le relazioni con lui, promettendole in cambio di ripagare tutti i debiti che il marito aveva contratto in Francia e in Italia oltre ad un reddito di 500 000 livre per lei stessa, ma essa rifiutò sdegnata.
Benché la Regina cercò il suo consiglio per arrivare a riconciliarsi con il Re, che si era notevolmente risentito per i suoi tentativi di interferire tra lui e Fleury, Maria Vittoria non divenne mai una vera amica della Leszczyńska; nel 1726, la Principessa di Carignano e il Cardinale Fleury si trovarono a speculare su chi avrebbe preso il posto di regina consorte nel caso in cui quella attuale fosse morta di parto.
Maria Vittoria Francesca vide il figlio Luigi Vittorio sposare Cristina Enrichetta d'Assia-Rotenburg nel 1740.
Il marito Vittorio Amedeo morì all'Hôtel de Soissons il 4 aprile 1741; Maria Vittoria Francesca trascorse tranquillamente la sua vedovanza e riuscì a combinare il matrimonio tra la figlia Anna Teresa e il già vedovo Carlo di Rohan, principe di Soubise. Anna Teresa ebbe una figlia, Victoire Armande Josèphe de Rohan-Soubise, che servì come governante della figlia di Luigi XVI di Francia, Maria Teresa Carlotta.
Nel 1763 Leopold Mozart scrisse in una lettera che:
Maria Vittoria Francesca di Savoia morì a Parigi l'8 luglio 1766; essa fu la nonna paterna della Principessa di Lamballe, amica della regina Maria Antonietta d'Asburgo-Lorena.

## Discendenza

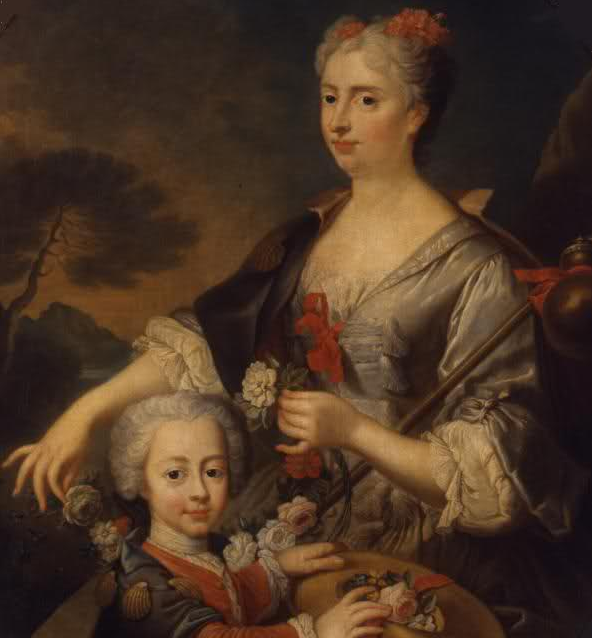
Vittoria Francesca e Luigi Vittorio, c. 1725

Maria Vittoria Francesca e Vittorio Amedeo I di Savoia-Carignano ebbero cinque figli:
1. Giuseppe Vittorio Amedeo di Savoia (1716);
2. Anna Teresa di Savoia (Torino, 1º novembre 1717 – Parigi, 5 aprile 1745) sposò Carlo di Rohan, Principe di soubise ed ebbe discendenza;
3. Luigi Vittorio di Savoia, principe di Carignano (Parigi, 25 settembre 1721 – Torino, 16 dicembre 1778);
4. Vittorio Amedeo (1722);
5. una figlia nata morta (1729).

## Antenati
|                                        |                                |                                                       | Genitori                                                    |  |  | Nonni |  |  | Bisnonni                    |  |  | Trisnonni                  |  |
|                                        |                                |                                                       |                                                             |  |  |       |  |  | Vittorio Amedeo I di Savoia |  |  | Carlo Emanuele I di Savoia |  |
|                                        |                                |                                                       |                                                             |  |  |       |  |  | Vittorio Amedeo I di Savoia |  |  | Carlo Emanuele I di Savoia |  |
|                                        |                                | Caterina Michela d'Asburgo                            |                                                             |  |  |       |  |  | Vittorio Amedeo I di Savoia |  |  |                            |  |
| Carlo Emanuele II di Savoia            |                                |                                                       |                                                             |  |  |       |  |  | Vittorio Amedeo I di Savoia |  |  |                            |  |
|                                        |                                | Cristina di Borbone-Francia                           | Enrico IV di Francia                                        |  |  |       |  |  |                             |  |  |                            |  |
|                                        |                                | Cristina di Borbone-Francia                           | Enrico IV di Francia                                        |  |  |       |  |  |                             |  |  |                            |  |
|                                        |                                | Cristina di Borbone-Francia                           | Maria de' Medici                                            |  |  |       |  |  |                             |  |  |                            |  |
| Vittorio Amedeo II di Savoia           |                                | Cristina di Borbone-Francia                           |                                                             |  |  |       |  |  |                             |  |  |                            |  |
|                                        |                                | Carlo Amedeo di Savoia, duca di Nemours               | Enrico di Savoia duca di Nemours                            |  |  |       |  |  |                             |  |  |                            |  |
|                                        |                                | Carlo Amedeo di Savoia, duca di Nemours               | Enrico di Savoia duca di Nemours                            |  |  |       |  |  |                             |  |  |                            |  |
|                                        |                                | Carlo Amedeo di Savoia, duca di Nemours               | Anna di Lorena                                              |  |  |       |  |  |                             |  |  |                            |  |
| Maria Giovanna Battista di Savoia      |                                | Carlo Amedeo di Savoia, duca di Nemours               |                                                             |  |  |       |  |  |                             |  |  |                            |  |
|                                        |                                | Elisabetta di Borbone                                 | Enrico IV di Francia                                        |  |  |       |  |  |                             |  |  |                            |  |
|                                        |                                | Elisabetta di Borbone                                 | Enrico IV di Francia                                        |  |  |       |  |  |                             |  |  |                            |  |
|                                        |                                | Elisabetta di Borbone                                 | Gabrielle d'Estrées                                         |  |  |       |  |  |                             |  |  |                            |  |
| Maria Vittoria Francesca di Savoia     |                                | Elisabetta di Borbone                                 |                                                             |  |  |       |  |  |                             |  |  |                            |  |
|                                        | Carlo d'Albert, duca di Luynes | Honoré d'Albert, signore di Luynes, Cadenet e Brantes |                                                             |  |  |       |  |  |                             |  |  |                            |  |
|                                        | Carlo d'Albert, duca di Luynes | Honoré d'Albert, signore di Luynes, Cadenet e Brantes |                                                             |  |  |       |  |  |                             |  |  |                            |  |
|                                        | Carlo d'Albert, duca di Luynes | Anne de Rodulf                                        |                                                             |  |  |       |  |  |                             |  |  |                            |  |
| Louis Charles d'Albert, duca di Luynes | Carlo d'Albert, duca di Luynes |                                                       |                                                             |  |  |       |  |  |                             |  |  |                            |  |
|                                        |                                | Marie Aimée de Rohan                                  | Hercule de Rohan, duca di Montbazon                         |  |  |       |  |  |                             |  |  |                            |  |
|                                        |                                | Marie Aimée de Rohan                                  | Hercule de Rohan, duca di Montbazon                         |  |  |       |  |  |                             |  |  |                            |  |
|                                        |                                | Marie Aimée de Rohan                                  | Madeleine de Lenoncourt, signora di Coupvray                |  |  |       |  |  |                             |  |  |                            |  |
| Jeanne Baptiste d'Albert de Luynes     |                                | Marie Aimée de Rohan                                  |                                                             |  |  |       |  |  |                             |  |  |                            |  |
|                                        |                                | Hercule de Rohan, duca di Montbazon                   | Louis de Rohan, principe di Guéméné, conte di Montbazon     |  |  |       |  |  |                             |  |  |                            |  |
|                                        |                                | Hercule de Rohan, duca di Montbazon                   | Louis de Rohan, principe di Guéméné, conte di Montbazon     |  |  |       |  |  |                             |  |  |                            |  |
|                                        |                                | Hercule de Rohan, duca di Montbazon                   | Éleonore de Rohan, signora di Verger, contessa di Rochefort |  |  |       |  |  |                             |  |  |                            |  |
| Anne de Rohan-Montbazon                |                                | Hercule de Rohan, duca di Montbazon                   |                                                             |  |  |       |  |  |                             |  |  |                            |  |
|                                        |                                | Marie de Bretagne d'Avaugour                          | Claude de Bretagne, conte di Vertus                         |  |  |       |  |  |                             |  |  |                            |  |
|                                        |                                | Marie de Bretagne d'Avaugour                          | Claude de Bretagne, conte di Vertus                         |  |  |       |  |  |                             |  |  |                            |  |
|                                        |                                | Marie de Bretagne d'Avaugour                          | Catherine Fouquet de La Varenne                             |  |  |       |  |  |                             |  |  |                            |  |
|                                        |                                | Marie de Bretagne d'Avaugour                          |                                                             |  |  |       |  |  |                             |  |  |                            |  |